# 霊山村
霊山村（りょうぜんむら）は福島県伊達郡にあった村。現在の伊達市霊山町大石・霊山町中川・霊山町泉原にあたる。なお、2006年まで存在した霊山町は、1955年に新設合併で発足したもので、本村とは別の自治体である。

## 地理
- 山：古霊山、窓ノ倉山
- 河川：広瀬川

## 歴史
- 1889年（明治22年）4月1日 - 町村制の施行により、大石村、中川村、泉原村の区域をもって発足。
- 1955年（昭和30年）1月31日 - 掛田町・石戸村・小国村と合併して霊山町が発足。同日霊山村廃止。
- 2006年（平成18年）1月1日 - 霊山町が伊達町・梁川町・保原町・月舘町と合併して伊達市が発足。